# Margrete Læsø
Die Margrete Læsø ist eine dänische Ro-Ro-Fähre. Sie verkehrt zwischen Frederikshavn auf Jütland und Vesterø Havn auf der Insel Læsø.

## Geschichte
Das Schiff wurde unter der Baunummer 227 als Læsø Færgen auf der Nordsøværftet in Ringkøbing gebaut. Der Stapellauf fand am 6. September 1996 statt. Die Fertigstellung erfolgte im Januar 1997. Nach der Ablieferung stellte sich heraus, dass die Rampe in Frederikshavn zur Be- und Entladung des Schiffes nicht passte. Das Schiff wurde daraufhin angepasst und schließlich ab Anfang März 1997 zwischen Frederikshavn und Vesterø Havn eingesetzt. Im Juni 1997 wurde die Fähre in Margrete Læsø umbenannt.

## Technische Daten und Ausstattung
Das Schiff wird von zwei Viertakt-Sechszylinder-Dieselmotoren mit zusammen 2940 kW Leistung angetrieben. Die MAN-B&W-Motoren des Typs 6L28 wirken auf zwei Verstellpropeller. Für die Stromerzeugung stehen vier Dieselgeneratoren mit jeweils 420 kW Leistung (525 kVA Scheinleistung) zur Verfügung. Weiterhin wurde ein Notgenerator mit 200 kW Leistung (250 kVA Scheinleistung) verbaut. Das Schiff ist mit drei Bugstrahlrudern ausgestattet.
Die Fähre verfügt über ein durchlaufendes Fahrzeugdeck. Dieses ist über landseitige Rampen zugänglich. Das Fahrzeugdeck ist vollständig geschlossen. Am Bug befindet sich ein nach oben aufklappbares Bugvisier. Oberhalb des Fahrzeugdecks befinden sich drei Decks. Hier sind unter anderem die Einrichtungen für die Passagiere untergebracht. Die Brücke befindet sich im vorderen Bereich des Schiffes. Sie ist vollständig geschlossen. Zur Verbesserung der Übersicht geht sie etwas über die Schiffsbreite hinaus.
Die Fähre kann 589 Passagiere befördern. Auf dem Fahrzeugdeck ist Platz für 76 Pkw.